# Ньямвезі
Ньямве́зі (ваньямвезі, мвезі, намвезі, ньямвесі) — великий народ групи банту в Танзанії, другий за чисельністю в країні.

## Територія розселення, чисельність, мова і релігія
Ньямвезі проживають у рівнинних землях на заході центральної частини Танзанії (край Уньямвезі), адміністративно це регіони Кігома та Руква, також у регіоні Таборі: у міжозер'ї Вікторії та Рукви. Загалом близько 3/4 всіх ньямвезі проживають на своїй етнічній території.
Згідно з даними на 2016 рік представників народу ньямвезі — 1 млн 470 тисяч осіб. До складу ньямвезі входять численні субетнічні групи (членування за діалектами мови кіньямвезі): такама (Takama), мвері (Mweri), нанґвіла (Nangwila), ілвана (Ilwana) та інші.
Розмовляють мовою кіньямвезі, що має сильне діалектне членування; все більшої популярності набуває мова суахілі, особливо у ньямвезі поза Уньямвезі. Кіньямвезі має писемність на основі латинки; розвивається література, є словники, освіта і ЗМІ.
За релігією серед ньямвезі — християни, мусульмани-суніти, частина дотримується традиційних вірувань.

## Історія та суспільство
Етнічна спільнота ньямвезі сформувалась у результаті міграцій банту у XVII-XVIII століттях, утворили ряд ранньодержавних утворень-королівств, з яких найвпливовішим було королівство Уньяньємбе, відповідно, з військово-управлінським апаратом. До сфери впливу ньямвезі входила низка сусідніх менших народів (сумбва).

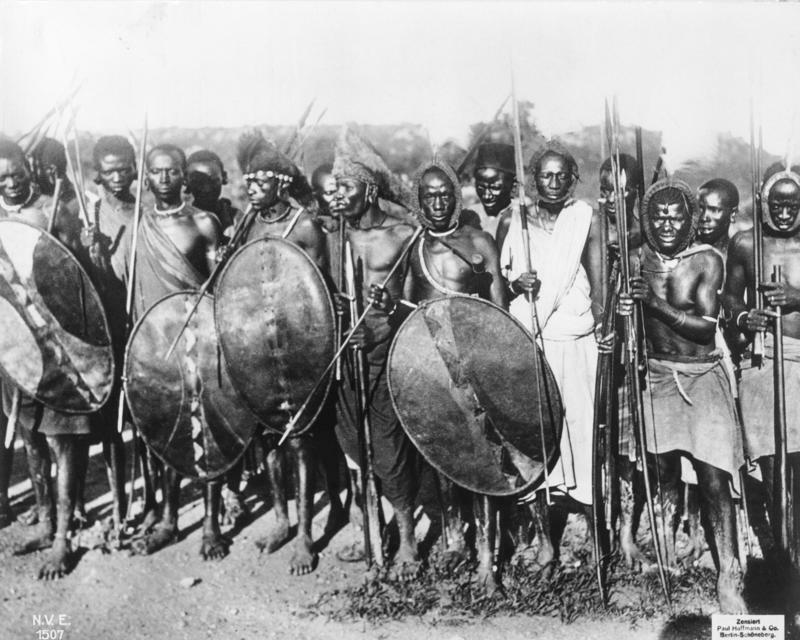
воїни ньямвезі, Німецька Східна Африка, 1914 рік

У ХІХ столітті ньямвезі підтримували активні зв'язки з суахілійським узбережжям і навіть Занзібаром, включившись в караванну і работоргівлю; часто були носіями вантажів у європейців. Через це німецька колонізація Танганьїки, зокрема і земель ньямвезі, та боротьба за адміністративне й економічне владарювання призвела до ряду збройних сутичок і виступів, які в цілому припинились зі смертю потужного і непоступливого вождя Ісіке (Isike) (1893), надалі будучи периферійними.    
Після вигнання німців з Табори під час I Світової війни, британці взяли під свій контроль землі ньямвезі (1919), що тривало до проголошення незалежності Танганьїки (сучасна Танзанія) (1961). У цей період з метою боротьби з сонною хворобою чимало людей були переселені в нові села, вільні від захворювання.
Основа соціальної організації — територіально-родове об'єднання на чолі з носіями військової влади, наділеними також  ритуальними функціями (нтемі). Існували численні соціальні інститути за статевими, віковими і професійними ознаками, в тому числі танцювальні й мисливські таємні спілки. 
У теперішній час (початок ХХІ століття) традиційна соціальна організація більше не існує. З середини ХХ століття для ньямвезі, як і для решти танзанійців на селі, притаманні господарська кооперація й взаємодопомога. 
Традиційна родина була великою, патрірхальною; нормативної моногамії не існувало. Система родинних зв'язків у ньямвезі — складна (матри-, патри- та білінійні зв'язки).

## Економіка та культура
Основу традиційної економіки складало ручне землеробство (сорго, просо, маїс, із товарних культур, від колоніальбомом часу — тютюн, цукрова тростина), на півночі розселення також тваринництво (короткорогий горбатий зебу, кози, вівці). Справою престижу вважалось мисливство (на велику дичину).
Оскільки ньямвезі є великим народом, був розвинутий розподіл праці, зокрема з ремесел поширення набули плавка заліза й ковальство (раніше ковалі навіть утворювали окремі поселення), деревообробка; торгівля. 
Від перших десятиліть ХХ століття у ньямвезі посилилось відхідництво задля праці на плантаціях і рудниках, а згодом і на промвиробництвах у містах, зокрема нині чимало ньямвезі задіяні на підприємствах Табори.
Ньямвезі жили у поселеннях розкиданого типу, з садибами на узвишшях. Традиційне житло — кругле на каркасній основі, з конічним трав'яним дахом; на півдні розселення - тяжіло до суахілійського, тобто прямокутне в плані, часто з оборою пі одним (пласким) дахом.
Традиційний одяг (покривало зі шкури або лубу) лишився в історії; нині (ХХІ століття) ньмвезі вдягаються на європейський та суахілійський (особливо ньямвезі-мусульмани) лад.
Харчуються ньятуру рослинною їжею та м'ясом кіз, зрідка дичини; молока традиційно не вживали.
З культурних особливостей ньямвезі — розвинуте танцювальне мистецтво (танцювальні чоловічі й змішані групи пуба), виробництво і застосування масок; зберігаються культ предків і фольклор, в тому числі з реліктами давніх міфологічних вірувань.